# William Petty, II conte di Shelburne
William Petty-Fitzmaurice I marchese di Lansdowne, meglio conosciuto come Conte di Shelburne (Dublino, 2 maggio 1737 – Londra, 7 maggio 1805) è stato un nobile e politico inglese.
È stato primo ministro del Regno di Gran Bretagna dal 4 luglio 1782 al 2 aprile 1783.

## Biografia

### I primi anni
Nato col nome di William FitzMaurice a Dublino in Irlanda, egli era il figlio primogenito di John FitzMaurice, che era il figlio secondogenito dei sopravvissuti di Thomas FitzMaurice, I conte di Kerry. Lord Kerry aveva sposato Anne Petty, figlia di Sir William Petty, Surveyor General of Ireland, il cui figlio primogenito era stato creato Barone Shelburne nel 1688, titolo poi passato al figlio minore nel 1699 che divenne poi conte di Shelburne nel 1719. Solo dopo la morte di quest'ultimo senza eredi i suoi titoli passarono a John FitzMaurice, che cambiò il cognome della propria famiglia in "Petty" invece che l'originario "FitzMaurice", e venne creato Visconte FitzMaurice nel 1751 e Conte di Shelburne nel 1753.
William, ad ogni modo, trascorse la propria giovinezza "nelle più remote parti meridionali dell'Irlanda" (probabilmente si tratta della residenza di famiglia a Lixnaw, nella contea di Kerry), e secondo la sua biografia scritta da un suo discendente, egli frequentò il college di Christ Church a Oxford dal 1755, cercando di "apprendere e non apprendere". Da un tutore dal quale venne giudicato comunque promettente, egli ricevette una guida vantaggiosa per i propri studi. Nel 1761 egli fu a Londra accompagnato da Adam Smith.

### La carriera militare

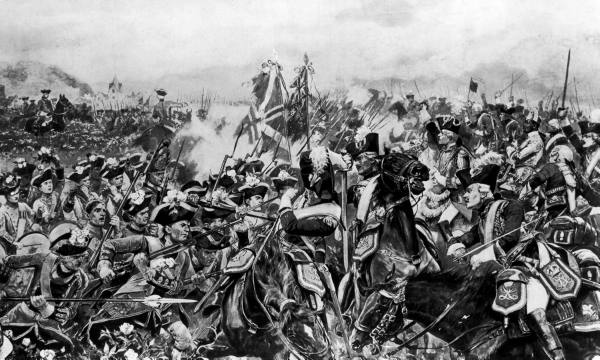
Shelburne si distinse nella Guerra dei Sette anni prendendo parte tra le altre alla Battaglia di Minden del 1759.

Poco dopo aver lasciato l'università, Petty entrò nel 20th Foot comandato da James Wolfe prendendo parte alla Guerra dei sette anni. Egli divenne amico con Charles Grey il quale lo assistette nella carriera successiva. Nel 1757 egli prese parte al raid anfibio di Rochefort dal quale però dovette ritirarsi per insuccesso. Negli anni successivi egli prestò servizio in Germania e si distinse nelle battaglie di Minden e Kloster-Kampen sino a raggiungere il grado di colonnello.
A seguito della morte di Giorgio II e l'ascesa di suo nipote Giorgio III nel 1760 Shelburne venne nominato aiutante di capo del nuovo re, fatto che portò alla protesta molti membri del gabinetto di governo per la sua nomina al posto di altri valenti ufficiali d'esercito. In risposta alla nomina di Charles Lennox, III duca di Richmond, egli rinunciò al proprio incarico. Nel 1760 egli ritornò alla Camera dei Comuni come deputato per Wycombe mentre dal 1761 simultaneamente rappresentò Kerry nella camera dei comuni irlandese che era mantenuta come un corpo governativo separato. Ad ogni modo, alla morte del padre nel 1761 egli divenne II conte di Shelbourne nella Parìa d'Irlanda e II barone Wycombe nella Parìa di Gran Bretagna e cessò di sedere nella Camera dei Comuni per passare a quella dei Lords.

### I primi passi nella carriera politica
Il nuovo ruolo militare del conte di Shelburne, così vicino al re, lo mise in comunicazione con John Stuart, III conte di Bute che era il più stretto tra i consiglieri del re e il più anziano tra i ministri del governo. Nel 1761 Shelburne venne impiegato da lord Bute per negoziare il supporto al governo da parte di Henry Fox, I barone Holland. Fox ottenne il lucrativo ma insignificante posto di Paymaster of the Forces, ma aveva la possibilità di trasportare molti voti della Camera dei Comuni su cui Bute aveva poca rilevanza. Shelburne fu opposto a Pitt, il quale rinunciò all'incarico di Primo Ministro nel 1761.
Durante i concordati di pace del 1762 egli si recò a Londra ed a Parigi per partecipare alle firme, contribuendo all'assicurazione dei territori strappati dall'Inghilterra a Francia e Spagna. Difendendosi alla Camera dei Lords, Shelburne fece osservare che "la sicurezza delle colonie britanniche nel Nord America è stata la prima causa della guerra ed è innanzitutto la pacificazione che deve essere tenuta in considerazione nei concordati finali". Guidato da Fox, il governo fu in grado di concordare la pace in maniera positiva malgrado l'opposizione guidata da Pitt. Poco dopo, Bute scelse di rassegnarsi dalla carica di Primo Ministro e si ritirò dalla politica venendo rimpiazzato da George Grenville.
Shelburne aderì al governo Grenville nel 1763 come First Lord of Trade. Da questo momento Shelburne cambiò la propria opinione di Pitt e divenne un suo grande ammiratore. Dopo il fallimento dell'inclusione di Pitt all'interno del gabinetto di governo, egli rinunciò ai propri incarichi dopo alcuni mesi. Essendo caduto in disgrazia presso il re, si ritirò per qualche tempo nella propria residenza di campagna.

#### Segretario del Dipartimento del Sud
Dopo il ritorno al potere di Pitt nel 1766 egli divenne Segretario per il Dipartimento del Sud, ma durante la malattia di Pitt la sua politica conciliatrice nei confronti delle colonie americane fu completamente avversata dai suoi colleghi e dal re e nel 1768 venne nuovamente costretto a dimettersi dai propri incarichi. Durante la crisi della Corsica, Shelburne fu la voce principale del gabinetto di governo a favore della Repubblica di Corsica. Egli, d'altro canto, fu uno dei principali fautori dell'intervento militare segreto a favore dei rivoltosi e quindi contro la Francia.
Nel giugno del 1768 venne fondato il distretto di Shelburne nel Massachusetts e nel 1786 il distretto divenne un vero e proprio villaggio. Il villaggio prese il nome dal conte inglese il quale in cambio donò a proprie spese la campana della chiesa locale che però non raggiunse mai il villaggio.

#### All'opposizione
Shelburne passò dunque all'opposizione dove continuò ad essere associato a William Pitt, I conte di Chatham. Entrambi erano critici sulle politiche promosse dal primo ministro Lord North durante gli anni della Guerra d'indipendenza americana nel 1775. Col procedere della guerra Shelburne cooperò con i Rockingham Whigs all'attacco al governo di lord North. Dopo la sconfitta totale subita dai britannici nella Battaglia di Saratoga nel 1777, Shelburne si oppose con gli altri leader dell'opposizione nel criticare le azioni condotte.

### Primo Ministro

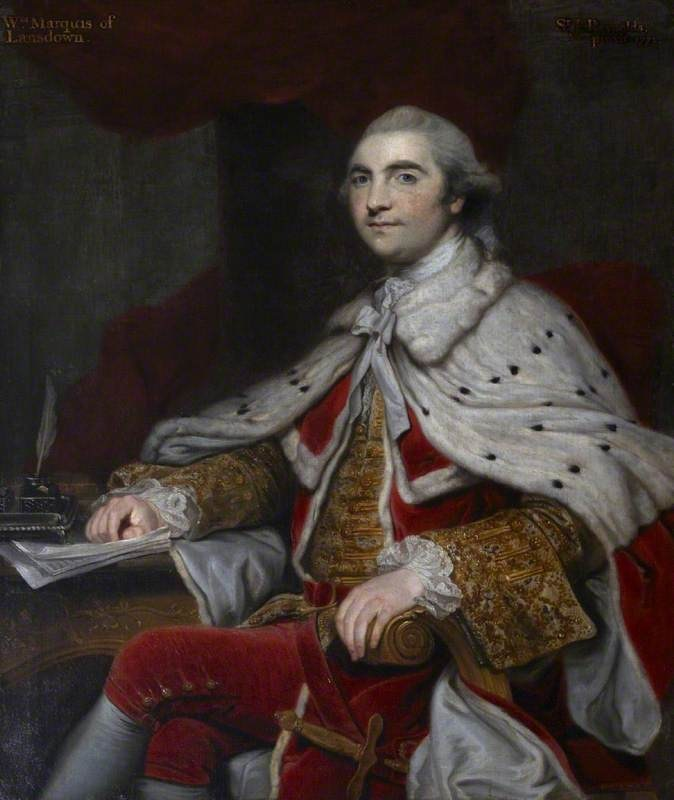
Lord Shelburne ritratto nelle vesti di Pari di Gran Bretagna da Sir Joshua Reynolds.

Nel marzo del 1782 a seguito della caduta del governo North, Shelburne decise di entrare nel governo di Lord Rockingham a condizione che il re avrebbe riconosciuto l'indipendenza degli Stati Uniti. A seguito dell'inaspettata morte di Lord Rockingham il 1º luglio 1782, Shelburne gli succedette come primo ministro. La nomina di Shelburne da parte del re provocò una reazione negativa da parte di Charles James Fox e dei suoi sostenitori tra cui Edmund Burke, i quali lasciarono le loro posizioni al governo dal 4 luglio 1782. Il governo di Shelburne proseguì sostanzialmente i negoziati di pace a Parigi.
L'inaspettato abbandono del governo da parte di Fox, portò ad una sua alleanza di coalizione con lord North che furono i dominanti dell'opposizione. Nell'aprile del 1783 l'opposizione richiese le dimissioni di Shelburne in particolare con la firma della Pace di Parigi che condusse alla fine della guerra d'indipendenza americana. La sua caduta improvvisa, però, compromise la volontà di riforma dei servizi pubblici che era nelle intenzioni del programma di Shelburne, oltre ad un progetto mai realizzato di un decreto che avrebbe favorito il libero commercio tra Gran Bretagna e Stati Uniti. Quando Pitt divenne primo ministro nel 1784, venne reintegrato al governo ricevendo anche il titolo di Marchese di Lansdowne. Dopo breve tempo si ritirò definitivamente dalla vita politica.

### Gli ultimi anni
Durante gli ultimi anni della sua vita lord Lansdowne venne accusato di tradimento e duplicità, cadendo nella più totale impopolarità, che però vennero smentite dal partito. Il suo carattere cinico ad ogni modo fu il contrappasso alle sue visioni politiche illuminate.
Morì il 7 maggio 1805.

## Matrimonio e figli
Lord Lansdowne si sposò due volte, la prima con Lady Sophia Carteret (26 agosto 1745–5 gennaio 1771), figlia di John Carteret, II conte Granville, dalla quale ottenne la residenza presso Bath. La coppia ebbe un figlio:
- John Petty, II marchese di Lansdowne (6 dicembre 1765–15 novembre 1809)

In seconde nozze sposò Lady Louisa FitzPatrick (1755–7 agosto 1789), figlia del John FitzPatrick, I conte di Upper Ossory. La coppia ebbe due figli:
- Henry Petty-FitzMaurice, III marchese di Lansdowne (1780–1863);
- Lady Louisa FitzMaurice (1789).

## Ascendenza
|                                           |                                                |                                                   | Genitori                       |  |  | Nonni |  |  | Bisnonni                                |  |  | Trisnonni                                  |  |
|                                           |                                                |                                                   |                                |  |  |       |  |  | 8. William FitzMaurice, XX barone Kerry |  |  | 16. Patrick FitzMaurice, XVII barone Kerry |  |
|                                           |                                                |                                                   |                                |  |  |       |  |  | 8. William FitzMaurice, XX barone Kerry |  |  | 16. Patrick FitzMaurice, XVII barone Kerry |  |
|                                           |                                                | 17. Honora FitzGerald                             |                                |  |  |       |  |  | 8. William FitzMaurice, XX barone Kerry |  |  |                                            |  |
| 4. Thomas FitzMaurice, I conte di Kerry   |                                                |                                                   |                                |  |  |       |  |  | 8. William FitzMaurice, XX barone Kerry |  |  |                                            |  |
|                                           |                                                | 9. Constance Long                                 | 18. William Long               |  |  |       |  |  |                                         |  |  |                                            |  |
|                                           |                                                | 9. Constance Long                                 | 18. William Long               |  |  |       |  |  |                                         |  |  |                                            |  |
|                                           |                                                | 9. Constance Long                                 | 19. Mary Hargrave              |  |  |       |  |  |                                         |  |  |                                            |  |
| 2. John Petty, I conte di Shelburne       |                                                | 9. Constance Long                                 |                                |  |  |       |  |  |                                         |  |  |                                            |  |
|                                           |                                                | 10. sir William Petty                             | 20. Anthony Petty              |  |  |       |  |  |                                         |  |  |                                            |  |
|                                           |                                                | 10. sir William Petty                             | 20. Anthony Petty              |  |  |       |  |  |                                         |  |  |                                            |  |
|                                           |                                                | 10. sir William Petty                             | 21. Frauncis Denby             |  |  |       |  |  |                                         |  |  |                                            |  |
| 5. Anne Petty                             |                                                | 10. sir William Petty                             |                                |  |  |       |  |  |                                         |  |  |                                            |  |
|                                           |                                                | 11. Elizabeth Waller, I baronessa Shelburne       | 22. sir Hardress Waller        |  |  |       |  |  |                                         |  |  |                                            |  |
|                                           |                                                | 11. Elizabeth Waller, I baronessa Shelburne       | 22. sir Hardress Waller        |  |  |       |  |  |                                         |  |  |                                            |  |
|                                           |                                                | 11. Elizabeth Waller, I baronessa Shelburne       | 23. Elizabeth Dowdall          |  |  |       |  |  |                                         |  |  |                                            |  |
| 1. William Petty, I marchese di Lansdowne |                                                | 11. Elizabeth Waller, I baronessa Shelburne       |                                |  |  |       |  |  |                                         |  |  |                                            |  |
|                                           | 12. William FitzMaurice, XX barone Kerry (= 8) | 24. Patrick FitzMaurice, XVII barone Kerry (= 16) |                                |  |  |       |  |  |                                         |  |  |                                            |  |
|                                           | 12. William FitzMaurice, XX barone Kerry (= 8) | 24. Patrick FitzMaurice, XVII barone Kerry (= 16) |                                |  |  |       |  |  |                                         |  |  |                                            |  |
|                                           | 12. William FitzMaurice, XX barone Kerry (= 8) | 25. Honora FitzGerald (= 17)                      |                                |  |  |       |  |  |                                         |  |  |                                            |  |
| 6. hon. William FitzMaurice               | 12. William FitzMaurice, XX barone Kerry (= 8) |                                                   |                                |  |  |       |  |  |                                         |  |  |                                            |  |
|                                           |                                                | 13. Constance Long (= 9)                          | 26. William Long (= 18)        |  |  |       |  |  |                                         |  |  |                                            |  |
|                                           |                                                | 13. Constance Long (= 9)                          | 26. William Long (= 18)        |  |  |       |  |  |                                         |  |  |                                            |  |
|                                           |                                                | 13. Constance Long (= 9)                          | 27. Mary Hargrave (= 19)       |  |  |       |  |  |                                         |  |  |                                            |  |
| 3. Mary FitzMaurice                       |                                                | 13. Constance Long (= 9)                          |                                |  |  |       |  |  |                                         |  |  |                                            |  |
|                                           |                                                | 14. sir John Brookes, I baronetto                 | 28. James Brookes              |  |  |       |  |  |                                         |  |  |                                            |  |
|                                           |                                                | 14. sir John Brookes, I baronetto                 | 28. James Brookes              |  |  |       |  |  |                                         |  |  |                                            |  |
|                                           |                                                | 14. sir John Brookes, I baronetto                 | …                              |  |  |       |  |  |                                         |  |  |                                            |  |
| 7. Deborah Brookes                        |                                                | 14. sir John Brookes, I baronetto                 |                                |  |  |       |  |  |                                         |  |  |                                            |  |
|                                           |                                                | 15. Mary Waller                                   | 30. sir Hardress Waller (= 22) |  |  |       |  |  |                                         |  |  |                                            |  |
|                                           |                                                | 15. Mary Waller                                   | 30. sir Hardress Waller (= 22) |  |  |       |  |  |                                         |  |  |                                            |  |
|                                           |                                                | 15. Mary Waller                                   | 31. Elizabeth Dowdall (= 23)   |  |  |       |  |  |                                         |  |  |                                            |  |
|                                           |                                                | 15. Mary Waller                                   |                                |  |  |       |  |  |                                         |  |  |                                            |  |